# Coupé de ville (film)
Coupé de Ville è un film del 1990 diretto da Joe Roth.

## Trama
Tre fratelli, caratterialmente molto diversi fra loro, fin da bambini non riescono ad andare d'accordo e litigano continuamente. In particolare, Marvin, il più grande, è quello che peggio sopporta gli altri due e tende ad isolarsi. Col crescere si allontanano sempre di più, fino a non vedersi per vari anni. Si ritrovano, ormai più che ventenni, perché il padre, burbero e autoritario, li incarica di condurre una Cadillac modello Coupé de ville (regalo per il cinquantesimo compleanno della loro madre) da Detroit alla Florida, dove i genitori risiedono. Il viaggio si svolge tra continui scontri tra i tre fratelli che danno luogo a situazioni comiche e a momenti emotivamente toccanti. Nonostante le perentorie raccomandazioni del padre, l'auto subisce mille traversie ma riesce ad arrivare a destinazione mentre i tre giovani, alla fine, avranno recuperato il loro rapporto.